# Sevenum
Sevenum (limburguès Zaerem) és una població i antic municipi de la província de Limburg, al sud-est dels Països Baixos. L'1 de gener del 2009 tenia 7.722 habitants repartits sobre una superfície de 48,66 km² (dels quals 0,64 km² corresponen a aigua). Limitava al nord amb Deurne i Horst aan de Maas i al sud amb Maasbree, Helden i Venlo.
L'1 de gener de 2010 es va unir a Horst aan de Maas.

## Centres de població
- Sevenum
- Kronenberg
- Evertsoord

## Administració
El consistori municipal consta de 13 membres, format des del 2006 per:
- CDA, 5 regidors
- Sevenum 2000, 5 regidors
- PKS, 2 regidors
- Nieuw Perspectief, 1 regidor